# آن شرلی
آن شرلی (به انگلیسی: Anne Shirley) نام یک شخصیت داستانی است که نخستین بار در رمان آن در گرین گیبلز نوشته لوسی ماد مونتگمری در سال ۱۹۰۸ معرفی شد.

## خلاصه داستان
آن شرلی دختری کک‌‌مکی است که موهای سرخ‌رنگی دارد و در یتیم‌خانه بزرگ شده‌است. او باهوش است، قوهٔ تخیل بی‌‌حد و مرزی دارد و با امید، پشتکار و مهربانی‌های معصومانه‌اش، سعی می‌کند زندگی جدیدی را آغاز کند. هرچند برای ورود به این دنیای تازه باید سختی‌های بسیاری را پشت سر بگذارد، آینده در نظرش آن‌قدر زیبا و امیدبخش است که برای رسیدن به آن، با هر مشکلی کنار می‌آید و با هر شرایطی سازگار می‌شود.
داستان کتاب به‌خصوص برای کانادایی‌ها بسیار خودمانی است. داستان دختربچه یتیمی به اسم آن شرلی است که پس از زندگی سختی که در پرورشگاه‌ها و یتیم‌خانه‌ها داشته، اشتباهی به خانه متیو و ماریلا کاتبرت فرستاده می‌شود و خودش را آن‌جا پیدا می‌کند. آن مورد رحم متیو و ماریلا قرار می‌گیرد و داستان و ماجراهای تلخ و شیرین شروع می‌شود. در فصل‌های اول کتاب آن با کاراکترهایی مثل خانم لیند فضول، گیلبرت بلیت، هم‌کلاسی‌هایش و دیانا باری، دوست صمیمی‌اش آشنا می‌شود.
مونتگومری طوری نوشته که خواننده را به طرف خود می‌کشد و اجازه می‌دهد تا خواننده به آسانی با کاراکترها هم‌ذات‌پنداری کند. شرح وقایع آن او را کمی خشن در مورد دیگران نشان می‌دهد، با این حال این رفتار یک نوع شیرینی دارد و این رفتار ناشی از تربیت یتیم‌خانه است. داستان طوری نوشته شده که خواننده می‌خواهد آن در کارهایش موفق شود. آن قادر است احساسات بسیاری از خوانندگان را تحریک کند و به دست بگیرد.
با این‌که داستان کتاب خیلی وقت پیش نوشته شده، ولی خوانندگان به خوبی می‌توانند مسائل کتاب را درک کنند: دیگران آن را به خاطر موهایش تحقیر می‌کنند، نگرانی‌اش از برآوردن نیازهای دیگران، رقابت با هم‌کلاسی‌هایش و تلاش‌هایش برای این‌که بهتر از آنها باشد. نمونه نگرانی‌هایی که جوانان آن زمان داشتند که در کتاب آمده بسیار با نگرانی‌های جوانان امروزی مطابقت دارد.

## ماجراها
آن در یتیم خانه بزرگ شده ولی در ۱۳ سالگی توسط خواهر و برادری سالخورده به نام ماریلا و متیو کاتبرت به سرپرستی قبول می‌شود و به خانۀ گرین گیبلز در روستای اونلی، در جزیرۀ پرنس ادوارد می‌رود، اتفاقات زیادی پیش می‌آید و آنه بزرگ می‌شود، دوستان زیادی پیدا می‌کند، به دانشگاه و کالج می‌رود، ازدواج می‌کند و...

## داستان‌ها
- آن در گرین گیبلز (۱۹۰۸)
- آن در اونلی (۱۹۰۹)
- آن در جزیره (۱۹۱۵)
- آن در خانه رؤیاها (۱۹۱۷)
- دره رنگین‌کمان (۱۹۱۹)
- ریلا در اینگل‌ساید (۱۹۲۱)
- آن در ویندی پاپلز (۱۹۳۶)
- آن در اینگل‌ساید (۱۹۳۹)

از داستان آنی شرلی فیلم‌ها، کارتون‌ها، اپراها و… زیادی ساخته شده. مشهورترین این فیلم‌ها ساختهٔ کمپانی سالیوان است: با بازی مگان فالوز و جاناتان کرومبی.
همچنین در سال ۲۰۱۷ سریالی از نتفلیکس با بازی امی‌بث مکنالتی و لوکاس جید زومن ساخته شد که فصل دوم آن نیز در ۶ ژوئیه ۲۰۱۸ منتشر شد.